# ضد زنگ
ضد زنگ جلوگیری یا تأخیر در زنگ زدگی اجسام آهنی و فولادی یا محافظت دائمی در برابر خوردگی است. به‌طور معمول، حفاظت از طریق فرایند تکمیل سطح به دست می‌آید. بسته به سایش مکانیکی یا شرایط محیطی، تجزیه شیمیایی ممکن است به‌طور کامل متوقف نشود، مگر اینکه فرایند به‌طور دوره ای تکرار شود. این اصطلاح (تخریب) به ویژه در صنعت خودرو استفاده می‌شود.

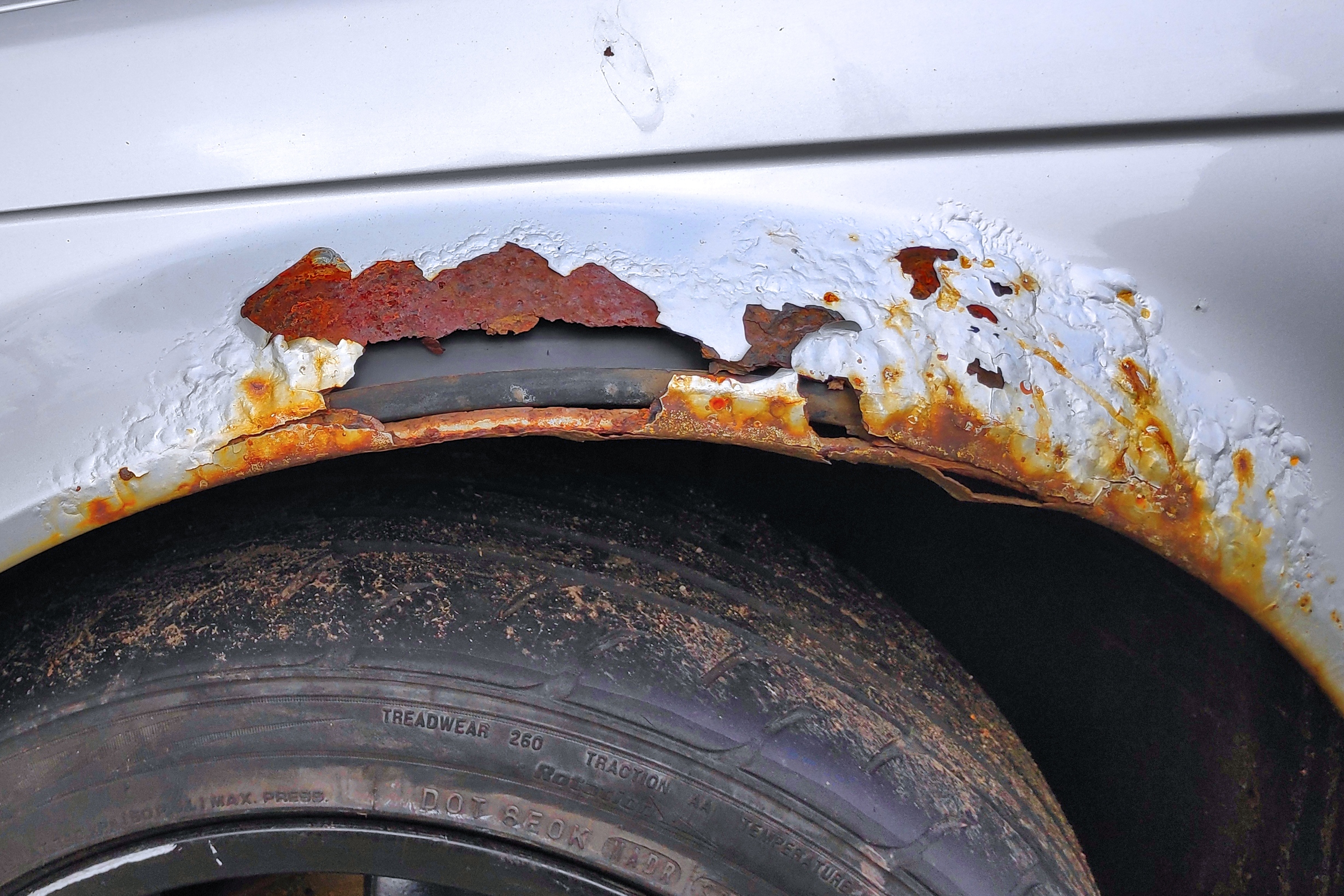
زنگ زدگی (خوردگی) شدید بدنه خودرو

## ضد زنگ خودرو

### کارخانه
در کارخانه، بدنه خودرو با فرمول شیمیایی خاصی محافظت می‌شود.
در گذشته، معمولاً برای جلوگیری از زنگ آهن، از پوشش‌های تبدیل فسفات استفاده می‌شد. برخی از شرکت‌ها قسمتی یا تمام بدنه خودروی خود را قبل از استفاده از رنگ پرایمر گالوانیزه می‌کنند. اگر خودرویی بدنه روی قاب است، قاب (شاسی) نیز باید ضد زنگ باشد. در تولید سنتی خودرو در اوایل و اواسط قرن بیستم، رنگ آخرین قسمت مانع ضد زنگ بین پوسته بدنه و جو بود، به جز در قسمت زیرین. در قسمت زیرین، یک پوشش لاستیکی یا پی‌وی‌سی زیر آب‌بندی اغلب روی آن اسپری می‌شد. این محصولات در نهایت شکسته می‌شوند و می‌توانند منجر به خوردگی نامشخصی شوند که در زیر درزگیر پخش می‌شود. درزگیر لاستیکی قدیمی دهه ۱۹۶۰ و ۱۹۷۰ می‌تواند در اتومبیل‌های قدیمی تر شکننده شود و به ویژه در معرض این امر است.
اولین پرایمر رسوب الکتریکی در دهه ۱۹۵۰ ساخته شد، اما مشخص شد که برای استفاده گسترده غیرعملی است. سیستم‌های پرایمر کاتدیک الکتریکی اصلاح شده خودرو در دهه ۱۹۷۰ معرفی شدند که به‌طور قابل توجهی مشکل خوردگی را که توسط تعداد زیادی از خودروها در هفت دهه اول تولید خودرو تجربه شده بود، کاهش داد. به عنوان e-coat، "پرایمرهای خودرویی الکتروکوت با غوطه ور کردن کامل بدنه مونتاژ شده خودرو در یک مخزن بزرگ که حاوی پوشش الکترونیکی موجود در آب است، اعمال می‌شود و پوشش از طریق رسوب الکتریکی کاتدی اعمال می‌شود. این امر تقریباً ۱۰۰٪ پوشش تمام سطوح فلزی توسط پرایمر را تضمین می‌کند. شیمی پوشش، مینای آب بر پایه اپوکسی، ترکیب آمینوالکلی، و ایزوسیانات مسدود شده‌است که همگی در هنگام پخت به هم متصل می‌شوند و یک سیستم رزین اپوکسی-اورتان را تشکیل می‌دهند.
تکنولوژی رزین E-coat، همراه با پوشش عالی ارائه شده توسط رسوب الکتریکی، یکی از پوشش‌های موثرتر را برای محافظت از فولاد در برابر خوردگی را فراهم می‌کند. برای تولید خودروهای مدرن پس از دهه ۱۹۹۰، تقریباً همه خودروها از فناوری e-coat به عنوان پایه سیستم پوشش محافظ در برابر خوردگی خود استفاده می‌کنند.

### بازار قطعات یدکی
کیت‌های پس از فروش برای اعمال ترکیبات ضد زنگ هم بر روی سطوح خارجی و هم در داخل بخش‌های محصور، به عنوان مثال تاقچه‌ها / پانل‌های سنگی (به مونوکوک مراجعه کنید)، از طریق سوراخ‌های موجود یا سوراخ‌های مخصوص در دسترس هستند. این ترکیبات معمولاً بر پایه موم هستند و می‌توانند توسط قوطی آئروسل، برس، اسپری پمپ فشار پایین یا تفنگ اسپری تغذیه شده با کمپرسور اعمال شوند.
یک جایگزین برای سیلاب‌ها/ پانل‌های سنگی این است که سوراخ‌های تخلیه را مسدود کنید و به سادگی آن‌ها را با موم پر کنید و سپس بیشتر آن را تخلیه کنید (اضافه آن را می‌توان ذخیره کرد و دوباره استفاده کرد)، و یک پوشش کامل در داخل باقی می‌ماند. موم ضد زنگ مانند قاتل/خنثی کننده زنگ مبتنی بر اسید فسفریک را نیز می‌توان در مناطقی که زنگ زده‌است رنگ کرد. زنگ شل یا غلیظ باید قبل از استفاده از موم ضد زنگ مانند Waxoyl یا محصول مشابه حذف شود. 
زنگ سازه (مؤثر بر اجزای سازه ای که باید نیروهای قابل توجهی را تحمل کنند) باید به فلز سالم بریده شود و فلز جدید در آن جوش داده شود، یا قسمت آسیب دیده باید به طور کامل جایگزین شود. موم ممکن است به طور موثر در درزهای جوشی نقطه ای یا زنگ غلیظ نفوذ نکند. یک محصول ضد زنگ نازک‌تر (ویسکوز کمتر) بر پایه روغن معدنی و به دنبال آن موم ضد زنگ می‌تواند موثرتر باشد.  کاربرد در هوای گرم به جای سرد آسان تر است زیرا حتی زمانی که از قبل گرم می‌شود، محصولات چسبناک هستند و جریان پیدا نمی‌کنند و به خوبی روی فلز سرد نفوذ نمی‌کنند.
همچنین می‌توان از "درزهای زیرین" پس از فروش استفاده کرد. آنها به ویژه در مناطقی مانند قوس چرخ‌ها مفید هستند. دو نوع وجود دارد - خشک و غیر خشک. محصولات سخت‌کننده و خشک‌کننده با نام‌های "شوتز" و "آنتی تراشه سنگ" نیز با مشکلات احتمالی مشابه زیر مهرهای کارخانه اصلی شناخته می‌شوند. اینها در رنگهای سیاه، سفید، خاکستری و قرمز موجود هستند و می‌توان آنها را بیش از حد رنگ کرد. اینها به جای سپرهای عمیق پلاستیکی مدرن، بهتر است برای قسمت زیر سپرها در اتومبیل‌هایی که بدنه فلزی رنگ شده در آن مکان دارند استفاده شود. محصولات مبتنی بر قیر خشک و سخت نمی‌شوند، بنابراین نمی‌توانند شکننده شوند، مانند گیج‌کننده‌ای با نام "Underbody Seal with Added Waxoyl" ساخته شده توسط Hammerite، که می‌تواند در یک کارتریج نوع Shutz با برچسب "Shutz" برای استفاده با کمپرسور Shutz عرضه شود. اسلحه تغذیه شده بدنه‌های مرسدس از محصول مشابهی استفاده می‌کنند که توسط مرسدس بنز عرضه می‌شود. تولیدکنندگان بسیاری از محصولات مشابه با قیمت‌های متفاوت وجود دارند، این محصولات به‌طور مرتب توسط گروه آزمایش شده و در مطبوعات مجله ماشین کلاسیک بررسی می‌شوند.
انواع غیر خشک شونده حاوی مواد شیمیایی ضد زنگ مشابه موم‌های ضد زنگ هستند. بازدارنده‌های زنگ‌زدگی مبتنی بر نفت مزایای متعددی از جمله توانایی خزش روی فلز و پوشش مناطق از دست رفته را ارائه می‌کنند. علاوه بر این، یک بازدارنده زنگ بدون حلال نفتی روی سطح فلز باقی می‌ماند و آن را از آب و اکسیژن تسریع‌کننده زنگ‌زدگی می‌پوشاند. سایر مزایای حفاظت از زنگ زدگی مبتنی بر نفت شامل خواص خود ترمیمی است که به‌طور طبیعی برای روغن‌ها ایجاد می‌شود، که به پوشش‌های زیرین کمک می‌کند تا در برابر سایش ناشی از شن و ماسه جاده و سایر زباله‌ها مقاومت کنند. نقطه ضعف استفاده از پوشش مبتنی بر نفت این است که لایه‌ای روی سطوح باقی می‌ماند که این محصولات را برای استفاده در قسمت‌های بیرونی بیش از حد کثیف می‌کند و در مناطقی که امکان لیز خوردن روی آن وجود دارد ناایمن است. آنها همچنین نمی‌توانند رنگ آمیزی شوند.
فناوری‌های «ضدزنگ» الکترونیکی وجود دارد که ادعا می‌شود با «فشار دادن» الکترون‌ها به داخل بدنه خودرو از خوردگی جلوگیری می‌کند تا ترکیب اکسیژن و آهن برای ایجاد زنگ‌زدگی را محدود کند. همچنین ادعا می‌شود که از دست دادن الکترون‌ها در رنگ علت «اکسید شدن رنگ» است و سیستم الکترونیکی نیز قرار است از رنگ محافظت کند. با این حال، هیچ آزمایش علمی و اعتبارسنجی شده‌ای وجود ندارد که از استفاده از این دستگاه‌ها پشتیبانی کند و متخصصان کنترل خوردگی متوجه می‌شوند که آنها کار نمی‌کنند.

### میزان خوردگی
سرعت خوردگی خودروها به موارد زیر بستگی دارد:
- آب و هوای محلی و استفاده از مواد شیمیایی ذوب یخ (نمک) در جاده‌ها
- آلودگی اتمسفر، مانند باران اسیدی یا اسپری نمک، که می‌تواند باعث آسیب رنگ شود
- کیفیت، ضخامت و ترکیب فلز مورد استفاده که اغلب آلیاژی از فولاد ملایم است
- استفاده نادرست از برخی فلزات غیر مشابه که می‌تواند زنگ زدن بدنه فولادی را از طریق خوردگی الکترولیتی تسریع کند.
- طراحی «تله زنگ» (گوشه‌هایی که خاک و آب جاده را جمع‌آوری می‌کنند)
- فرایند خاصی از ضد زنگ استفاده می‌شود
- محافظ پلاستیکی/زیر مهر و موم در قسمت زیرین خودرو
- قرار گرفتن در معرض آب نمک، که رنگ محافظ را از بین می‌برد و همچنین باعث زنگ زدگی بسیار سریعتر از آب باران معمولی می‌شود.

## آلیاژهای ضد زنگ
فولاد ضد زنگ که به عنوان "فولاد inox" نیز شناخته می‌شود، به آسانی فولاد معمولی لکه، خوردگی یا زنگ نمی‌زند. پیر برتیه، فرانسوی، اولین کسی بود که در سال ۱۸۲۱ متوجه خواص ضد زنگ اختلاط کروم با آلیاژها شد که منجر به فرآیندهای جدید پردازش فلز و متالورژی و در نهایت ایجاد فولاد ضد زنگ قابل استفاده شد. خودروهای دلورین دی‌ام‌سی-۱۲ دارای ساختار بدنه فایبرگلاس با شاسی ستون فقرات فولادی، همراه با پانل‌های بدنه از جنس استنلس استیل برس خورده خارجی بودند.
برخی از خودروها از آلومینیوم ساخته شده‌اند که ممکن است در برابر آب مقاوم‌تر از فولاد باشد، اما در برابر نمک یا برخی مواد شیمیایی دیگر مقاومت زیادی ندارند و ممکن است در طول زمان آسیب ببیند.

## اسپری ضد زنگ
اسپری ضد زنگ یکی از روش‌های رایج و مؤثر برای جلوگیری از زنگ‌زدگی و خوردگی سطوح فلزی است. این اسپری‌ها معمولاً حاوی ترکیبات محافظتی مانند روغن‌های ضد زنگ، موم‌های محافظ و ترکیبات شیمیایی بازدارنده زنگ‌زدگی هستند که به عنوان یک لایه محافظ روی فلز عمل کرده و از تماس آن با رطوبت و اکسیژن جلوگیری می‌کنند.

## ضد زنگ نانو
ضد زنگ نانو محلولی است که بر روی سطوح داخلی سیستم گرمایشی (رادیاتور) در خودروها یا سیستم‌های گرمایش خانگی استفاده می‌شود. این بخش از  آب رادیاتور با ایجاد لایه‌هایی حاوی مواد ضد زنگ یا ضد خوردگی، از زنگ زدگی و خوردگی فلزات در تماس با آب و حتی هوا جلوگیری می‌کند. ضد زنگ نانو می‌تواند بر روی قطعات فلزی در سیستم گرمایش خانگی نیز مورد استفاده قرار گیرد.این محصولات معمولاً حاوی ترکیباتی مانند پروپیلن گلیکول، آب، مواد ضد زنگ، و مواد افزودنی مورد نیاز برای حفاظت از فلزات هستند. 